# Sant Jaume de Puigdemàger
Sant Jaume de Puigdemàger és una església dels Prats de Rei (Anoia) inclosa a l'Inventari del Patrimoni Arquitectònic de Catalunya.

## Descripció
Es tracta d'una església romànica del segle xii construïda amb carreus de pedra, que avui dia són junt amb el campanar també de pedra, les úniques restes que en queden d'aquesta església. Les cobertes s'han perdut totalment degut a l'abandonament a que es troba avui l'església.
Té una estela funerària valuosa. És una petita peça de pedra, d'uns 50 m d'alçada. La base té forma de piràmide trucada i la part alta és rodona, amb una creu dins un cercle esculpits en relleu.

## Història
L'església de Sant Jaume de Puigdemàger fou una parròquia independent, que el segle xv s'uní en qualitat de sufragània a Sant Pere Sallavinera. El seu terme tenia 8 famílies el 1387 i que el 1788, quan es va refondre amb Solanelles per formar un efímer municipi. Entorn de l'església, un edifici de nau romànica amb absis i portal adovellat a migdia, es troba el clos del vell cementiri tot esventrat i abandonat com els clapers de pedra que algun dia formaren el seu nucli.